# تريتيسيمو

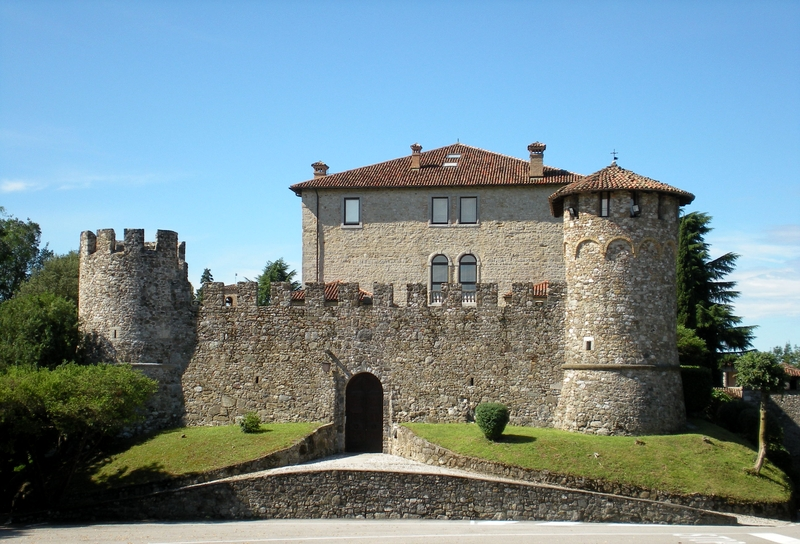
القلعة

تريتيسيمو؛ هي بلدية في مقاطعة أوديني في المنطقة الإيطالية فريولي فينيتسيا جوليا وتقع على بعد حوالي 70 كيلو مترا (43 ميل ) شمال غرب تريست وحوالي 9 كيلو مترات (6 ميل) شمال أوديني. اعتبارا من 31 ديسمبر 2004، كان عدد سكانها 7471 ومساحتها 17.5 كيلومتر مربع (6.8 ميل مربع).
تحتوي بلدية تريسييمو على فرازيوني (التقسيمات الفرعية، القرى والنجوع بشكل رئيسي) آرا غراندي، آرا بيكولا، فيليتانو، فرايلاكو، ليوناكو، برايداماتا، كولجالو، وأدورجنيانو.
تقع تريتيسيمو على حدود البلديات التالية: كاساكو وباجناكو، رياناديل روجيل وتارسينتو وتافانياكو وتريبوغراندي وفاجانيا.

## المدن التوأمة
توأمة تريسيسيمو مع:
- Mittersill، النمسا

## روابط خارجية
- www.comune.tricesimo.ud.it